# Sabine Heitling
Sabine Heitling (Sabine Letícia Heitling; * 2. Juli 1987 in Santa Cruz do Sul) ist eine brasilianische Hindernisläuferin.
2007 siegte sie bei den Panamerikanischen Spielen in Rio de Janeiro und schied bei den Weltmeisterschaften in Osaka im Vorlauf aus.
2009 triumphierte sie bei den Südamerikameisterschaften in Lima, kam aber bei den Weltmeisterschaften in Berlin erneut nicht über die erste Runde hinaus.
Bei den Panamerikanischen Spielen 2011 in Guadalajara gewann sie Bronze.
Am 25. Juli 2009 stellte sie in London mit 9:41,22 min den aktuellen Südamerikarekord über 3000 Meter Hindernis auf.
Am 7. Juni 2013 wurde sie für ein Jahr gesperrt, weil die auf der Dopingliste aufgeführte Substanz Methylhexanamin in ihrem Urin entdeckt worden war.